# ENNI Stadt & Service Niederrhein
Die ENNI Stadt & Service Niederrhein AöR ist ein kommunaler Ver- und Entsorger in Moers. Zusammen mit ihren Tochtergesellschaften ENNI Energie & Umwelt Niederrhein GmbH und ENNI Sport & Bäder Niederrhein GmbH bildet sie die ENNI Unternehmengruppe, die als Energieversorger, Energieproduzent und Infrastrukturdienstleister tätig ist. 

## Unternehmen der ENNI Gruppe

### ENNI Stadt & Service Niederrhein AöR
Als hundertprozentige Tochter der Stadt Moers ist die ENNI Stadt & Service Niederrhein AöR für Moers und Teile des Niederrheins umfassender, kommunaler Infrastrukturdienstleister rund um die Bereiche Entwässerung, Freizeit, Abfall, Grünflächen, Friedhöfe und Straßen samt deren Reinigung und des Winterdienstes.
In der sogenannten Wir4-Region der Städte Moers, Kamp-Lintfort, Neukirchen-Vluyn und Rheinberg koordiniert das Unternehmen den Breitbandausbau.

### ENNI Sport & Bäder Niederrhein GmbH
Die ENNI Sport & Bäder Niederrhein GmbH ist eine 100-prozentige Tochtergesellschaft der ENNI Stadt & Service Niederrhein AöR und betreibt in Moers verschiedene Sport- und Freizeiteinrichtungen, wie Bäder, eine Eissporthalle und mehrere Veranstaltungsstätten. In der Moerser Nachbarstadt Neukirchen-Vluyn übernimmt das Unternehmen zudem die Betriebsführung des städtischen Freizeitbades.

### ENNI Energie & Umwelt Niederrhein GmbH
Die ENNI Energie & Umwelt Niederrhein GmbH ist mit ihrer öffentlichen und privaten Gesellschafterstruktur als Stadtwerk bundesweit im Energievertrieb und in der Energieerzeugung aktiv. Am Niederrhein ist das Unternehmen auch einer der großen Netzbetreiber und konnte hier 2019 mit der Übernahme der Gasnetze in den Kommunen Rheinberg und Uedem den Schritt zum Regionalversorger am Niederrhein vollziehen. Dies gelang über eine Beteiligung des bisherigem Netzeigentümers Gelsenwasser AG an ENNI.

## Beteiligungen
Die ENNI Stadt & Service Niederrhein AöR ist als Mutter der ENNI-Gruppe alleiniger Gesellschafter der ENNI Sport & Bäder Niederrhein GmbH und mit 64,76 Prozent Hauptgesellschafter der Energietochter ENNI Energie & Umwelt Niederrhein GmbH.
| Stromerzeugung - regenerativ -                      |                |
| Biokraftgesellschaft Moers/Dinslaken mbH            | 50,00 Prozent  |
| Green Gecco Beteiligungsgesellschaft mbH & Co KG. * | 3,10 Prozent   |
| Windpark Gollmitz GmbH & Co. KG *                   | 20,00 Prozent  |
| ENNI RMI Windpark Kohlenhuck GmbH                   | 33,33 Prozent  |
| ENNI Solar GmbH                                     | 100,00 Prozent |
| Trianel Windkraftwerk Borkum II GmbH & Co. KG       | 1,08 Prozent   |
| Trianel Wind und Solar GmbH & Co. KG                | 3,92 Prozent   |
| Stromerzeugung - fossil -                           |                |
| Trianel Gaskraftwerk Hamm GmbH & Co. KG             | 0,93 Prozent   |
| Trianel Kohlekraftwerk Lünen GmbH & Co. KG          | 2,11 Prozent   |
| Sonstige                                            |                |
| Fernwärmeversorgung Niederrhein GmbH                | 15,00 Prozent  |
| Wasserverbund Niederrhein GmbH                      | 9,00 Prozent   |
| Trianel GmbH                                        | 0,50 Prozent   |
| FN Netz GmbH                                        | 15,00 Prozent  |
| Energie für Immobilien GmbH                         | 100 Prozent    |

Es besteht eine zusätzliche Beteiligung mit gleichem Anteil an einer Verwaltungs GmbH, welche als Komplementär der jeweiligen Kommanditgesellschaft eingetragen ist.